# Hippodameia

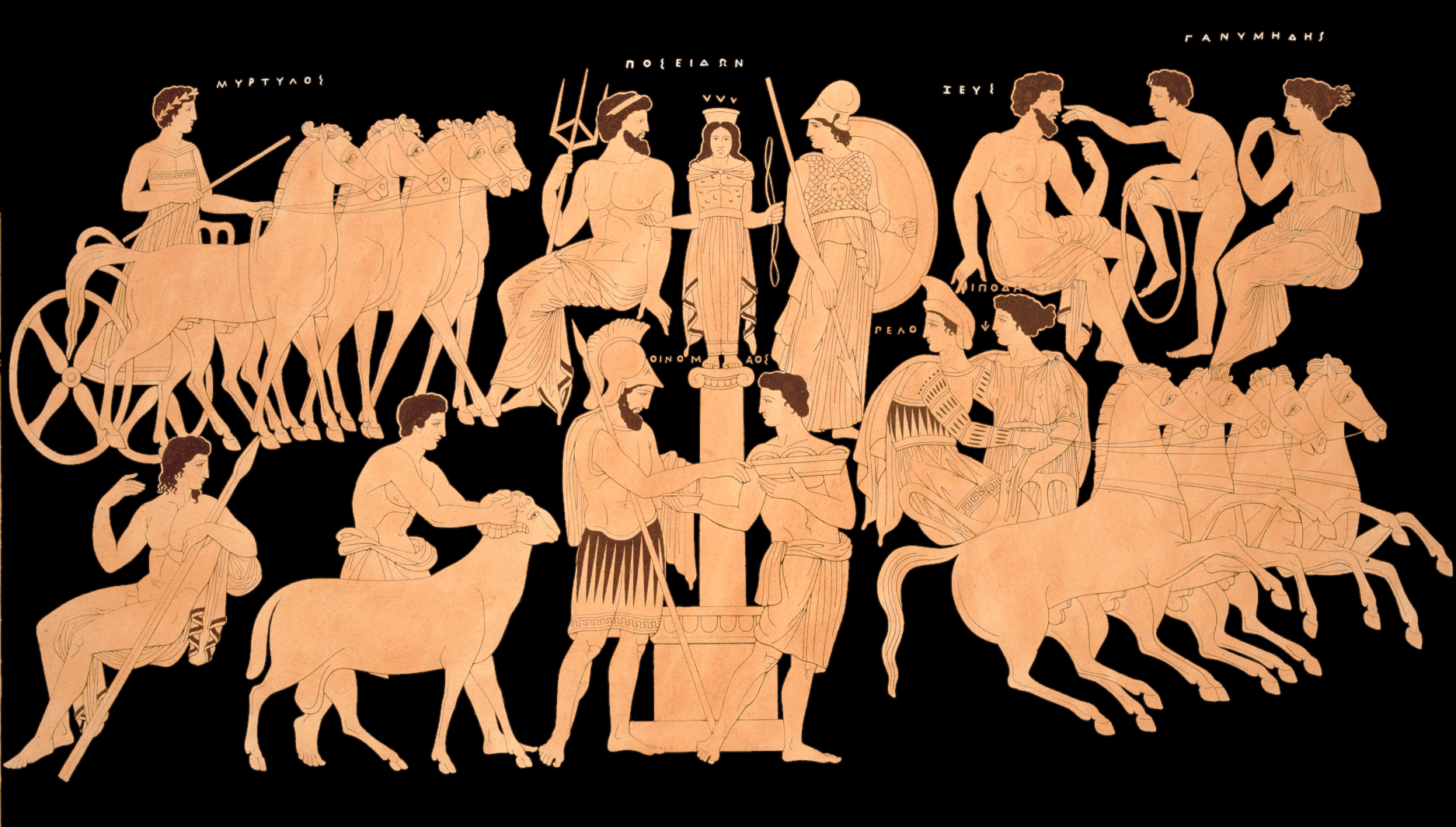
Oinomaiosz és Hippodameia az olümposzi istenek körében

Hippodameia (görög betűkkel Ἱπποδάμεια, azaz „lószelídítő”) a görög mitológiában Oinomaiosz, a peloponnészoszi Pisza és Élisz királya – aki Arész fia – és Harpina najád leánya, Pelopsz felesége. Öt fia és három leánya született: Atreusz, Thüesztész, Alkathoósz, Pittheusz, Kapreusz, Nikippé, Hippothoé és Asztüdameia. Ez utóbbi leánya révén Héraklész egyik ősanyja. Atreusz révén az atreidák őse, így Agamemnóné és Menelaoszé. Egyes mítoszváltozatok szerint Troizén, Hippalkosz és Eurüdiké is az ő gyermeke, sőt még sokan mások.
A mítosz szerint Oinomaiosz különös feltételhez kötötte leányának házasságát: a kérőnek kocsiversenyben kellett őt legyőzni. Oinomaiosz híres és megszállott lótenyésztő volt, Hippodameiát egyáltalán nem akarta férjhez adni és bízott szélsebes lovaiban, amiket Arésztől kapott. Oinomaiosz viselkedésére két magyarázattal szolgálnak az antik források: vagy szerelmes volt leányába, vagy jóslatot kapott arról, hogy veje lesz a gyilkosa. A vesztes kérőket kivégezték. Egyes regékben Pelopsznak tizenhárom elődje szerepel, Pauszaniasz tizennyolc nevet sorol fel sikertelen kérőként, akiknek később Pelopsz szobrot állíttatott.
A leánykérő herceg Poszeidóntól arany szekeret és szárnyas lovakat kapott, de Pelopsz még ezekben sem bízott meg teljesen. Két fő változat ismert. Az egyik szerint Hippodameia beleszeretett Pelopszba és megvesztegette apja kocsihajtóját, a másik szerint a vesztegetést maga Pelopsz követte el. Oinomaiosz kocsiján a tengelycsapszeget viaszra cserélték, ezért az a verseny közben elolvadt, a kocsi szétesett és a kegyetlen király halálra zúzta magát. Abban a változatban, ahol Hippodameia vesztegette meg Mürtiloszt, Hermész fiát, a szerelmét ígérte neki. A kocsihajtó elhitte, hogy miatta kell veszíteni Oinomaiosznak, később jelentkezett is jutalmáért. Hippodameia azonban elárulta Pelopsznak, aki megölte Mürtiloszt. A másikban Pelopsz a fele királyságot ígérte, de amikor a kocsis ezt kérte, megölte. Mürtiloszt az istenek az égre emelték a Szekeres csillagkép (Auriga) formájában.
Az esküvőn is botrány történt, mert a meghívott kentaurok úgy lerészegedtek, hogy megtámadták a többi vendéget. Ez az elem azonban valószínűleg egy másik Hippodameia-mítoszból való, aki Peirithoosz felesége és a kentaurok rokona volt, akik végül Thészeusz segítségével szorították vissza a részeg kentaurokat.
Hippodameiát ezután már csak akkor emlegetik a regék, amikor Pelopsz magához vett egy nimfát is és a tőle születő Khrüszipposzt meggyilkoltatta saját gyerekeivel, Atreusszal és Thüesztésszel. Ez az esemény a tantaloszi mellett a másik magyarázata az atreidákra nehezedő átoknak, mivel Pelopsz a gyilkosság után megátkozta e két fiát.